# Mourtada Fall
Mourtada Fall (ur. 26 grudnia 1987 w Dakarze) – senegalsko-marokański piłkarz, grający jako środkowy obrońca w Mumbai City FC, którego jest kapitanem.

## Klub

### Moghreb Tétouan
Mimo że urodził się w Senegalu, Fall zaczynał karierę w marokańskim Moghrebie Tétouan. 
W sezonie 2011/2012 (pierwszym w bazie Transfermarkt) zagrał 15 meczów. Zdobył też tytuł mistrza kraju.
W sezonie 2012/2013 zagrał 4 spotkania.

### Al-Arabi Kuwejt
1 stycznia 2013 roku przeniósł się do Al-Arabi Kuwejt.

### Powrót do Moghrebu
7 lipca 2014 roku wrócił do Tetuanu. Ponownie w tym klubie zadebiutował 23 sierpnia 2014 roku w meczu przeciwko Raja Casablanca (1:1). Zagrał cały mecz. Łącznie po powrocie zagrał 27 meczów, miał gola i asystę. Zagrał też mecz na Klubowych Mistrzostwach Świata 2014. 

### Wydad Casablanca
7 sierpnia 2015 roku zmienił klub na Wydad Casablanca. W tym zespole debiut zaliczył 6 września 2015 roku w meczu przeciwko FAR Rabat (wygrana 4:2). Zagrał cały mecz i dostał żółtą kartkę. Pierwszego gola strzelił 4 października 2015 roku w meczu przeciwko Difaâ El Jadida (zwycięstwo 2:1). Do siatki trafił w 18. minucie. Łącznie zagrał 40 meczów i strzelił dwie bramki. Po raz drugi został mistrzem kraju i wygrał Afrykańską Ligę Mistrzów.

### Trzeci powrót
23 września 2017 roku powrócił po raz trzeci do Moghrebu. Zagrał 15 meczów i strzelił bramkę.

### FC Goa
20 lipca 2018 roku przeniósł się do Indii, do FC Goa. W indyjskim zespole zadebiutował 1 października 2018 roku w meczu przeciwko NorthEast United FC (2:2). Zagrał cały mecz. 6 dni później strzelił pierwszą bramkę, a rywalem FC Goa był Chennaiyin FC (wygrana 1:3). Do siatki trafił w 80. minucie. Pierwszą asystę zaliczył 1 listopada 2019 roku w meczu przeciwko NorthEast United FC (2:2). Asystował przy bramce Manvira Singha w 96. minucie. Łącznie zagrał 40 meczów, strzelił 9 goli i miał 3 asysty. Zdobył puchar Indii.

### Mumbai City FC
18 października 2020 roku został zawodnikiem Mumbai City FC. Pierwszy mecz w tym klubie zaliczył 25 listopada 2020 roku w meczu przeciwko FC Goa (wygrana 0:1). Grał do 72. minuty. Pierwszego gola strzelił 5 stycznia 2021 roku w meczu przeciwko Bengaluru FC (wygrana 1:3). Do siatki trafił w 9. minucie. Łącznie (wg stanu na 24 grudnia 2022) zagrał 48 meczów i strzelił 7 bramek. Został mistrzem Indii.